# Teletaceras
Il teletacerato (gen. Teletaceras) è un mammifero perissodattilo estinto, strettamente imparentato con i rinoceronti. Visse tra l'Eocene medio e l'Eocene superiore (circa 40 - 35 milioni di anni fa) e i suoi resti fossili sono stati ritrovati in Nordamerica e in Asia. È considerato il più antico rappresentante della famiglia dei rinocerotidi.

## Descrizione
Questo animale era di aspetto piuttosto diverso rispetto agli odierni rinoceronti: la corporatura era molto più snella, e le dimensioni decisamente minori. la taglia era molto simile a quella dei perissodattili arcaici, e non arrivava al metro di altezza. Il cranio era privo di corna ed era dotato di una dentatura ancora primitiva. Gli incisivi erano robusti e allungati, anche se non così sviluppati come in alcune forme di rinoceronti successivi (gli acerateriini). 

## Classificazione
Teletaceras è stato descritto per la prima volta da Hanson nel 1989, ed è stato considerato un rappresentante ancestrale della famiglia dei rinocerotidi, che include anche le forme di rinoceronti odierne. Teletaceras possedeva già alcune caratteristiche della dentatura che si riscontrano solo in questa famiglia, e lo differenziano rispetto ad altri rinocerotoidi primitivi come Hyrachyus. Teletaceras visse in Nordamerica, dove sono note due specie dell'Eocene medio degli Stati Uniti occidentali (T. radinskyi e T. mortivallis), per poi spostarsi in Asia nell'Eocene superiore, con la specie T. borissiaki (i cui resti sono stati ritrovati in Russia). Non è chiaro, tuttavia, se Teletaceras si fosse originato in Asia per poi migrare in Nordamerica o viceversa (Prothero, 1998).
In Nordamerica sono stati ritrovati, in livelli di poco più recenti, altri rinoceronti arcaici leggermente più evoluti, come Trigonias e Subhyracodon; si suppone che questi animali fossero vicini all'origine delle successive varie linee evolutive di rinoceronti.